# Râul Spaici
Râul Spaici este un curs de apă afluent al râului Timiș.

## Hărți
- Harta județului Timiș